# Sertularella conica
Sertularella conica is een hydroïdpoliep uit de familie Sertulariidae. De poliep komt uit het geslacht Sertularella. Sertularella conica werd in 1877 voor het eerst wetenschappelijk beschreven door Allman. 